# Akron, Iowa
Akron là một thành phố thuộc quận Plymouth, tiểu bang Iowa, Hoa Kỳ. Năm 2010, dân số của thành phố này là 1486 người.

## Dân số
Dân số qua các năm:
- Năm 2000: 1489 người.
- Năm 2010: 1486 người.